# Retalia nigrescens
Retalia nigrescens là một loài tò vò trong họ Ichneumonidae.